# Vincenzo Grifo
Vincenzo Grifo, né le 7 avril 1993 à Pforzheim, est un footballeur international italien jouant au poste de milieu de terrain au SC Fribourg. Il possède également la nationalité allemande.

## Biographie
Né et élevé en Allemagne, fils d'immigrants italiens, rejoint le centre de formation du 1. CfR Pforzheim en 1996, à peine âgé de trois ans. Grifo poursuit sa formation au Germania Brötzingen puis revient à Pforzheim. Il termine son parcours junior au Karlsruher SC.

### Carrière

#### Hoffenheim
Grifo signe son premier contrat professionnel avec le TSG 1899 Hoffenheim en 2012. Il évolue d'abord pour l'équipe réserve et fait preuve d'efficacité devant le but. Ses performances lui permettent de rejoindre la même année l'équipe première. Le 19 octobre 2012, Grifo joue son premier match officiel avec le club en rentrant en jeu à la place de Takashi Usami en Bundesliga lors d'une victoire 3-2 contre le club du Greuther Fürth.

#### SC Fribourg
En juillet 2015, Grifo s'engage en faveur du SC Fribourg pour la somme de 1,5 million d'euros. 
Lors de la saison 2015-2016, il inscrit 14 buts et délivre 11 passes en deuxième division allemande.

#### Borussia Mönchengladbach
Le 28 mai 2017, Grifo rejoint le Borussia Mönchengladbach et signe un contrat de quatre ans soit jusqu'en 2021.

#### Retour à Hoffenheim
Le 11 juin 2018, Grifo retourne à Hoffenheim avec à la clef un contrat jusqu'en 2022. Le montant de ce transfert s'élevant a 5,5 millions d'euros.
Le 6 janvier 2019, Grifo est prêté dans son ancien club du SC Fribourg jusqu'à la fin de la saison.

#### En équipe nationale
Avec l'équipe d'Italie de football des moins de 20 ans, il marque un but contre la Suisse, et délivre deux passes décisives contre la Pologne.
Au mois de novembre 2018, Grifo est convoqué en équipe nationale par Roberto Mancini. Il honore sa première sélection le 20 novembre 2018 face aux États-Unis lors d’un match amical.
Pour sa deuxième cape, le 15 octobre 2019, Grifo reçoit sa première titularisation contre le Liechtenstein dans le cadre des éliminatoires de l'Euro 2020. Il participe à la démonstration offensive de la Squadra azzurra en délivrant une passe décisive à Andrea Belotti (victoire 0-5).

## Statistiques

### Statistiques détaillées
Ce tableau présente les statistiques en carrière de Vincenzo Grifo.

| Saison                | Club                     | Championnat           | Championnat | Championnat | Championnat | Coupe(s) nationale(s) | Coupe(s) nationale(s) | Coupe(s) nationale(s) | Compétition(s) continentale(s) | Compétition(s) continentale(s) | Compétition(s) continentale(s) | Compétition(s) continentale(s) | Italie | Italie | Italie | Total | Total | Total |
| Saison                | Club                     | Division              | M.          | B.          | P.d.        | M.                    | B.                    | P.d.                  | Comp.                          | M.                             | B.                             | P.d.                           | M.     | B.     | P.d.   | M.    | B.    | P.d.  |
| 2012-2013             | 1899 Hoffenheim          | Bundesliga            | 12          | 0           | 1           | -                     | -                     | -                     | -                              | -                              | -                              | -                              | -      | -      | -      | 12    | 0     | 1     |
| 2013-2014             | Dynamo Dresde (prêt)     | 2. Bundesliga         | 13          | 1           | 1           | -                     | -                     | -                     | -                              | -                              | -                              | -                              | -      | -      | -      | 13    | 1     | 1     |
| 2014-2015             | FSV Francfort (prêt)     | 2. Bundesliga         | 33          | 7           | 7           | 2                     | 0                     | 1                     | -                              | -                              | -                              | -                              | -      | -      | -      | 35    | 7     | 8     |
| 2015-2016             | SC Fribourg              | 2. Bundesliga         | 31          | 14          | 11          | 1                     | 0                     | 0                     | -                              | -                              | -                              | -                              | -      | -      | -      | 32    | 14    | 11    |
| 2016-2017             | SC Fribourg              | Bundesliga            | 30          | 6           | 8           | 2                     | 3                     | 1                     | -                              | -                              | -                              | -                              | -      | -      | -      | 32    | 9     | 9     |
| Sous-total            | Sous-total               | Sous-total            | 61          | 20          | 19          | 3                     | 3                     | 1                     | -                              | -                              | -                              | -                              | -      | -      | -      | 64    | 23    | 20    |
| 2017-2018             | Borussia Mönchengladbach | Bundesliga            | 17          | 0           | 3           | 1                     | 0                     | 0                     | -                              | -                              | -                              | -                              | -      | -      | -      | 18    | 0     | 3     |
| 2018-2019             | 1899 Hoffenheim          | Bundesliga            | 7           | 1           | 2           | 2                     | 0                     | 1                     | C1                             | 1                              | 0                              | 0                              | 1      | 0      | 0      | 11    | 1     | 3     |
| 2019-2020             | 1899 Hoffenheim          | Bundesliga            | 1           | 0           | 0           | 1                     | 0                     | 0                     | -                              | -                              | -                              | -                              | -      | -      | -      | 2     | 0     | 0     |
| Sous-total            | Sous-total               | Sous-total            | 8           | 1           | 2           | 3                     | 0                     | 1                     | -                              | 1                              | 0                              | 0                              | 1      | 0      | 0      | 13    | 1     | 3     |
| 2018-2019             | SC Fribourg (prêt)       | Bundesliga            | 16          | 6           | 3           | -                     | -                     | -                     | -                              | -                              | -                              | -                              | -      | -      | -      | 16    | 6     | 3     |
| 2019-2020             | SC Fribourg              | Bundesliga            | 26          | 4           | 7           | 1                     | 0                     | 1                     | -                              | -                              | -                              | -                              | 1      | 0      | 1      | 28    | 4     | 9     |
| 2020-2021             | SC Fribourg              | Bundesliga            | 31          | 9           | 4           | 2                     | 0                     | 0                     | -                              | -                              | -                              | -                              | 2      | 1      | 1      | 35    | 10    | 5     |
| 2021-2022             | SC Fribourg              | Bundesliga            | 34          | 9           | 4           | 6                     | 4                     | 0                     | -                              | -                              | -                              | -                              | -      | -      | -      | 40    | 13    | 4     |
| 2022-2023             | SC Fribourg              | Bundesliga            | 33          | 15          | 5           | 5                     | 0                     | 1                     | C3                             | 8                              | 2                              | 1                              | 3      | 2      | 1      | 49    | 19    | 8     |
| 2023-2024             | SC Fribourg              | Bundesliga            | 32          | 8           | 8           | 2                     | 0                     | 0                     | C3                             | 10                             | 4                              | 2                              | -      | -      | -      | 44    | 12    | 10    |
| 2024-2025             | SC Fribourg              | Bundesliga            | 34          | 8           | 11          | 3                     | 2                     | 1                     | -                              | -                              | -                              | -                              | -      | -      | -      | 37    | 10    | 12    |
| 2025-2026             | SC Fribourg              | Bundesliga            | 0           | 0           | 0           | 1                     | 0                     | 0                     | C3                             | -                              | -                              | -                              | -      | -      | -      | 1     | 0     | 0     |
| Sous-total            | Sous-total               | Sous-total            | 206         | 59          | 43          | 20                    | 6                     | 3                     | -                              | 18                             | 6                              | 3                              | 6      | 3      | 2      | 250   | 74    | 51    |
| Total sur la carrière | Total sur la carrière    | Total sur la carrière | 349         | 88          | 76          | 29                    | 9                     | 6                     | -                              | 19                             | 6                              | 3                              | 7      | 3      | 2      | 404   | 106   | 87    |

### En sélection nationale
Ce tableau présente le détail des sélections de Vincenzo Grifo en équipe d'Italie.
| Détails des sélections en équipe d'Italie | Détails des sélections en équipe d'Italie | Détails des sélections en équipe d'Italie | Détails des sélections en équipe d'Italie | Détails des sélections en équipe d'Italie | Détails des sélections en équipe d'Italie | Détails des sélections en équipe d'Italie             |
|                                           | Date                                      | Lieu                                      | Adversaire                                | Score                                     | Compétition                               | Notes                                                 |
| ----------------------------------------- | ----------------------------------------- | ----------------------------------------- | ----------------------------------------- | ----------------------------------------- | ----------------------------------------- | ----------------------------------------------------- |
| 1                                         | 20 novembre 2018                          | Luminus Arena, Genk, Belgique             | États-Unis                                | 1 - 0                                     | Amical                                    | Remplaçant (K. Lasagna 45e )                          |
| 2                                         | 15 octobre 2019                           | Rheinpark Stadion, Vaduz, Liechtenstein   | Liechtenstein                             | 0 - 5                                     | Éliminatoires Euro 2020                   | Titulaire (N. Zaniolo 66e) · Passeur (A. Belotti 70e) |

## Palmarès

### En club
- SC Fribourg
  - Champion de 2. Bundesliga en 2016

### Individuel
- Meilleur passeur de 2. Bundesliga en 2016 (11 passes)